# 대구 은적사 목조석가여래좌상
대구 은적사 목조석가여래좌상(大邱 隱跡寺 木造釋迦如來坐像)은 대구광역시 남구 봉덕동, 은적사에 있는 조선시대의 불상이다. 2015년 5월 11일 대구광역시의 유형문화재 제72호로 지정되었다.

## 개요
은적사 대웅전에 봉안되어 있는 이 불상은 항마촉지인을 한 석가모니불로, 양식적으로 보아 조선후기 조각승 하천의 작품으로 추정된다. 그중에서도 1727년 동화사 삼방불상과 1730년 통도사포교당 석가불상과 매우 유사한 특징이 발견된 점으로 보아, 1726∼30년 사이에 제작된 작품으로 추정된다. 정확한 조각가와 제작시기를 알려줄 문자기록이 발견되지 않았지만, 작품의 완성도도 높으며, 18세기 초반 불상의 제작 방식의 일단을 드러내고 있는 중요한 불상이라 할 수 있다.

## 참고 자료
- 대구 은적사 목조석가여래좌상 - 국가유산청 국가유산포털